# Herminia crinalis
Herminia crinalis är en fjärilsart som beskrevs av Treitschke 1829. Herminia crinalis ingår i släktet Herminia och familjen nattflyn. Inga underarter finns listade i Catalogue of Life.